# Brachyglossina pseudoranaria
Brachyglossina pseudoranaria är en fjärilsart som beskrevs av Hans Zerny 1935. Brachyglossina pseudoranaria ingår i släktet Brachyglossina och familjen mätare. Inga underarter finns listade i Catalogue of Life.